# K-1 World Grand Prix 2007 Final 16
K-1 World Grand Prix 2007 Final 16 (FieLDS K-1 World Grand Prix 2007 in Seoul Final 16) – gala eliminacyjna cyklu K-1 World GP. Wyłoniła ona ośmiu zawodników, którzy walczyli o mistrzostwo K-1 WGP podczas grudniowego Finału K-1 World GP 2007.

## Uczestnicy
| Uczestnik            | Sposób kwalifikacji                                      |
| -------------------- | -------------------------------------------------------- |
| Peter Aerts          | finalista z 2006 roku                                    |
| Chalid Arrab         | finalista z 2006 roku                                    |
| Remy Bonjasky        | finalista z 2006 roku                                    |
| Glaube Feitosa       | finalista z 2006 roku                                    |
| Jérôme Le Banner     | finalista z 2006 roku                                    |
| Stefan Leko          | finalista z 2006 roku                                    |
| Semmy Schilt         | finalista z 2006 roku / mistrz K-1 w wadze superciężkiej |
| Badr Hari            | mistrz K-1 w wadze ciężkiej                              |
| Yūsuke Fujimoto      | zwycięzca GP Azji                                        |
| Mighty Mo            | zwycięzca WGP na Hawajach                                |
| Paul Slowinski       | zwycięzca GP Europy                                      |
| Dough Viney          | zwycięzca WGP w Las Vegas                                |
| Choi Hong-man        | dzika karta                                              |
| Jun’ichi Sawayashiki | dzika karta                                              |
| Ray Sefo             | dzika karta                                              |
| Park Yong-soo        | dzika karta                                              |

## Walki
Walki otwarcia (3x3 min):
- Kyotaro vs  Kim Kyoung-suk – Kyotaro przez KO, 2:14 2R
- Randy Kim vs  Kim Min-soo – Soo Kim przez jednogłośną decyzję (30-29, 30-28, 30-29)

Walka dodatkowa (3x3 min Ext.1R):
- Kim Young-hyun vs  Ryushi Yanagisawa – Kim przez jednogłośną decyzję (30-26, 30-26, 30-26)

Walki Final 16 (3x3 min. Ext.2R):
- Badr Hari vs  Doug Viney – Hari przez KO (prawy prosty), 1:23 2R
- Semmy Schilt vs   Paul Slowinski – Schilt przez KO (cios kolanem), 2:26 1R
- Remy Bonjasky vs  Stefan Leko – Bonjasky przez KO (cios kolanem z wyskoku), 2:50 1R
- Glaube Feitosa vs   Chalid Arrab – Feitosa przez jednogłośną decyzję (30-27, 30-27, 30-26)
- Jérôme Le Banner vs  Park Yong-soo – Le Banner przez KO (prawy sierpowy), 1:54 1R
- Jun’ichi Sawayashiki vs  Yūsuke Fujimoto – Sawayashiki przez KO (3 nokdauny), 1:34 3R
- Peter Aerts vs  Ray Sefo – Aerts przez TKO (poddanie przez narożnik), 0:00 2R
- Choi Hong-man vs  Mighty Mo – Choi przez decyzję większości (29-29, 30-28, 30-29)